# Aspria Tennis Cup 2008
La Aspria Tennis Cup 2008, nota anche come Zenith Tennis Cup, è stata un torneo di tennis facente parte della categoria ATP Challenger Series nell'ambito dell'ATP Challenger Series 2008. Il torneo si è giocato a Milano in Italia dal 9 al 15 giugno 2008 su campi in terra rossa e aveva un montepremi di €30 000+H.

## Vincitori

### Singolare
Tejmuraz Gabašvili ha battuto in finale  Diego Hartfield con il punteggio di 6–4, 4–6, 6–4

### Doppio
Yves Allegro /  Horia Tecău hanno battuto in finale  Juan Martin Aranguren /  Marc Fornell con il punteggio di 6–4, 6–4